# 유부녀 (1965년 영화)
《유부녀》(The Married Woman)는 한국에서 제작된 정창화 감독의 1965년 멜로/로맨스, 드라마 영화이다. 김진규 등이 주연으로 출연하였고 곽정환 등이 제작에 참여하였다.

## 출연

### 주연
- 김진규
- 문정숙
- 김승호

## 기타
- 원작자: 김자림
- 조명: 최의정
- 미술: 홍성칠